# Графф, Иоганн Андреас
Иоганн Андреас Графф (нем. Johann Andreas Graff; 1 мая 1637, Нюрнберг — 6 декабря 1701, Нюрнберг) — немецкий живописец, рисовальщик и гравёр, мастер офорта, издатель гравюр.

## Биография
Иоганн Андреас был сыном ректора гимназии Иоганна Граффа (1595—1644) и был предназначен для научной карьеры, но вскоре обратился к искусству. Учился живописи у Линхарда Хеберляйна (1584—1656) в Нюрнберге. Затем, с 1653 по 1658 год, он продолжил обучение у живописца цветочных натюрмортов Якоба Марреля во Франкфурте-на-Майне. Он ненадолго вернулся в Нюрнберг, а оттуда предпринял путешествие через Аугсбург в Венецию. Он пробыл там два года. Около 1660 года он отправился в Рим. В 1664 году вернулся к своему учителю в Нюрнберг.
В 1665 году Иоганн Андреас приехал во Франкфурт и 16 мая женился на художнице Марии Сибилле (урождённой Мериан), дочери швейцарского гравёра Маттеуса Мериана Старшего и падчерице Якоба Марреля. В 1670 году они переехали в Нюрнберг, где Графф работал живописцем и гравёром, а также редактором и издателем. Первый том работы его жены о насекомых был опубликован в 1679 году под названием «Гусеницы, чудесные метаморфозы и странная цветочная пища».
Примерно в 1683 году Иогагнн Андреас Графф последовал за женой, которая в 1681 году переехала во Франкфурт с дочерьми Йоханной Еленой и Доротеей Марией Генриеттой, чтобы жить с матерью. Там он опубликовал второй том о насекомых, но в его браке случился разлад. В 1684 году его жена, свекровь и дочери уехали, чтобы присоединиться к лаббадистскому обществу в Западной Фризии. В 1686 году Графф снова отправился за ними, чтобы уговорить жену вернуться. Его усилия оказались тщетными; он путешествовал без неё и познакомился с главными городами Голландии. Затем он вернулся в Нюрнберг, поселился там и работал учителем. Здесь он издал ряд брошюр, трудился архитектором, рисовальщиком-перспективистом и гравёром.
Графф писал и рисовал в основном архитектурные пейзажи, а также портреты, натюрморты с цветами и фруктами. В последнее время он всё чаще изображал улицы и площади Нюрнберга, а также интерьеры церквей. Аугсбургский гравёр Иоганн Ульрих Краус перевёл многие из его картин в гравюры на меди.

## Галерея

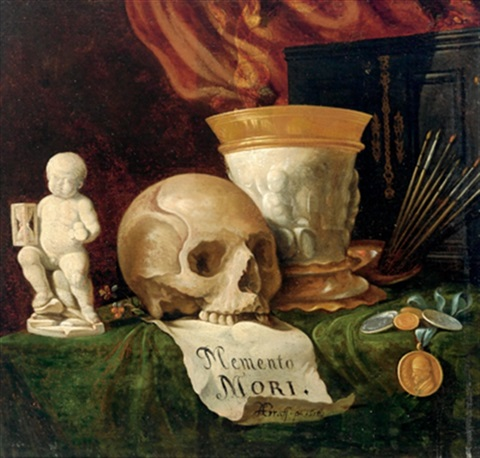
Vanitas (Бренность). Между 1680 и 1690. Холст, масло. Частное собрание
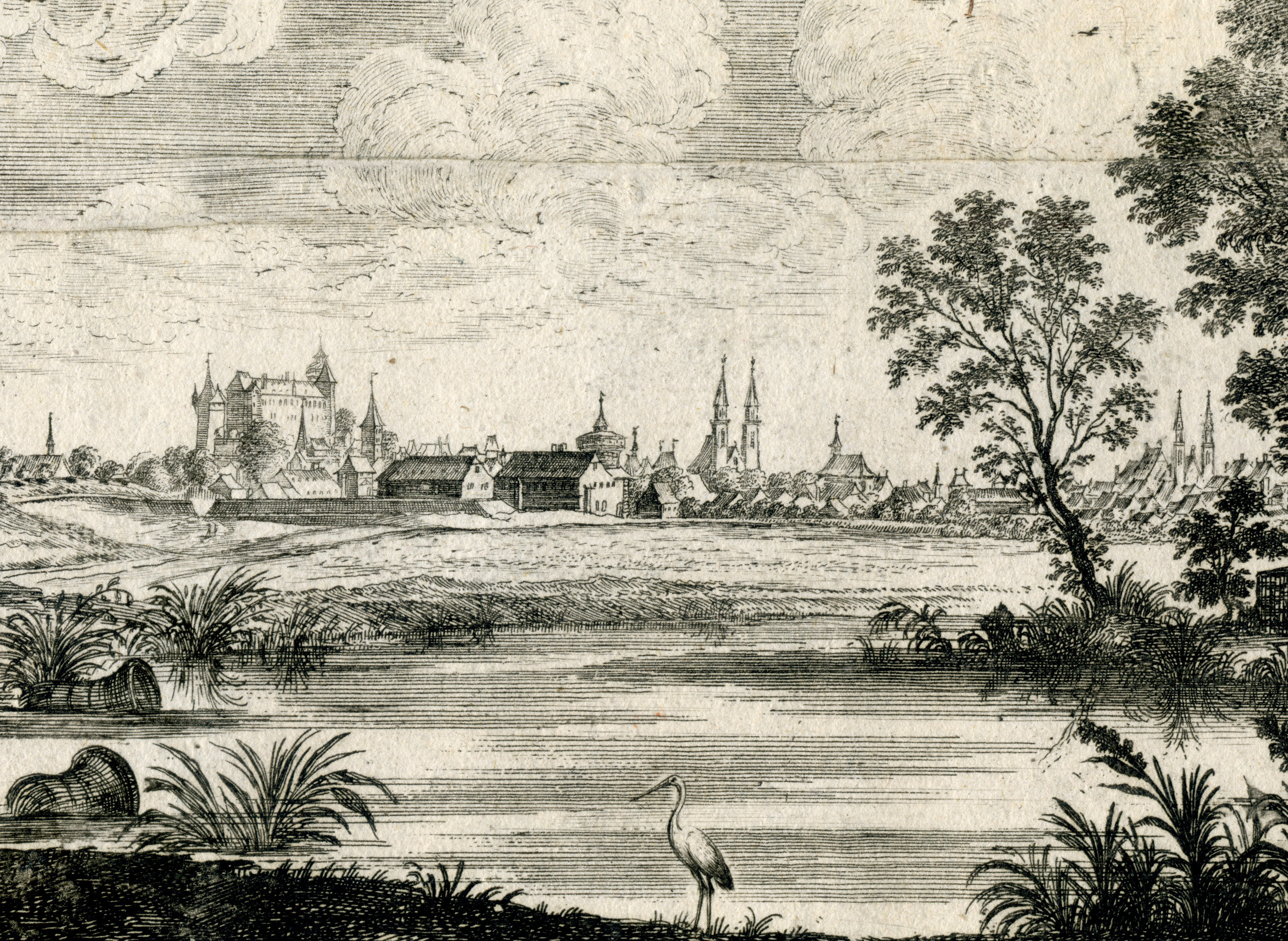
Панорама Нюрнберга. Офорт
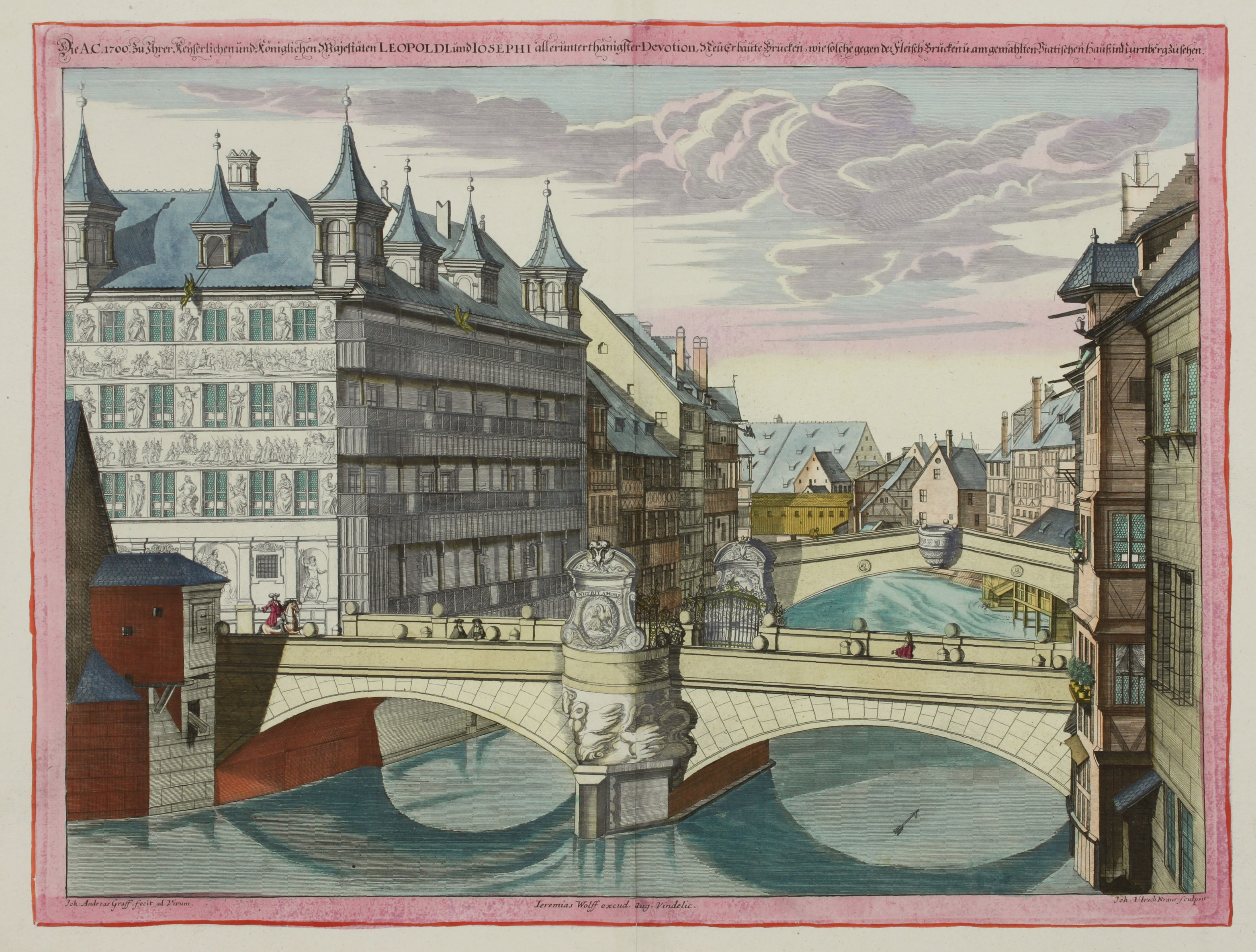
Нюрнберг. Музейный мост. 1700. Офорт, раскраска акварелью
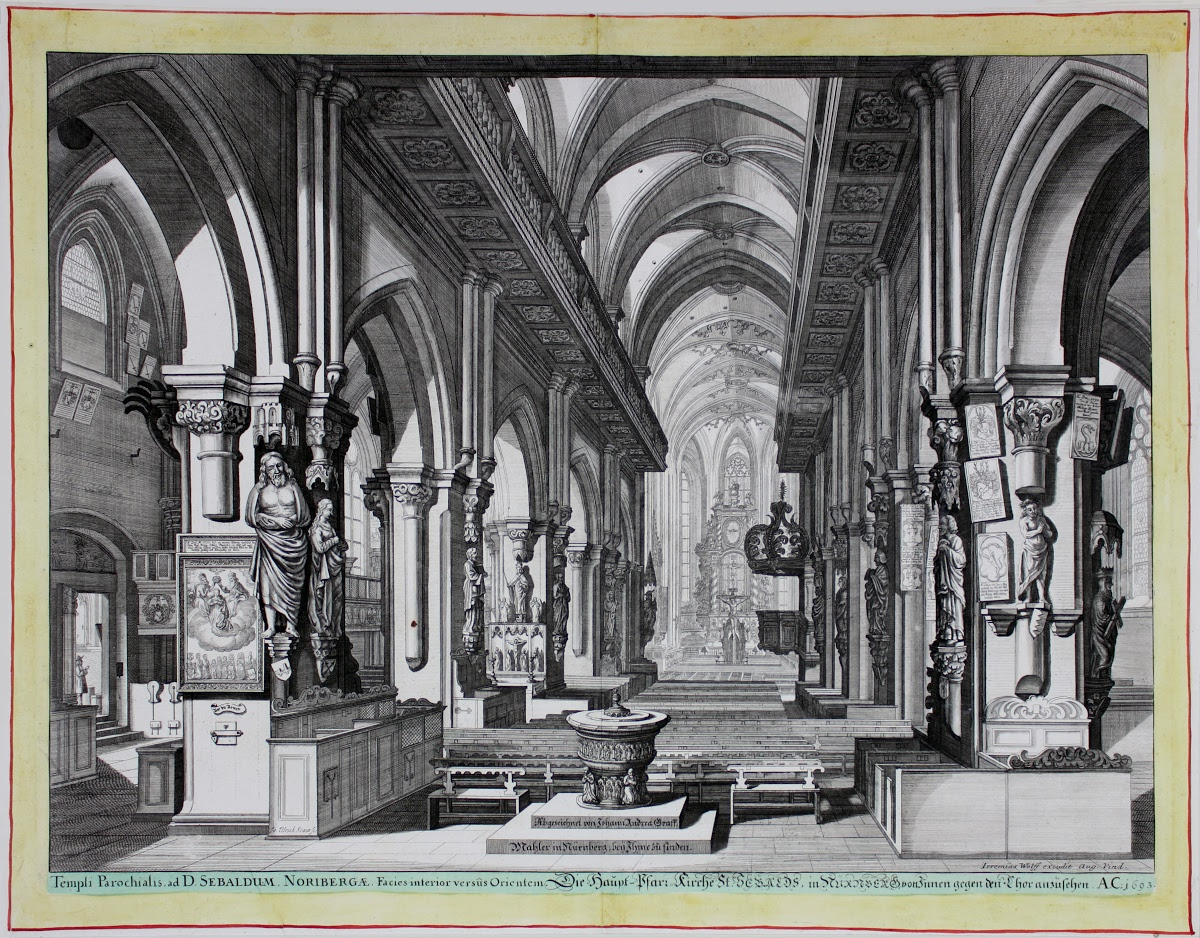
Нюрнберг. Церковь Святого Зебальда. 1693. Офорт
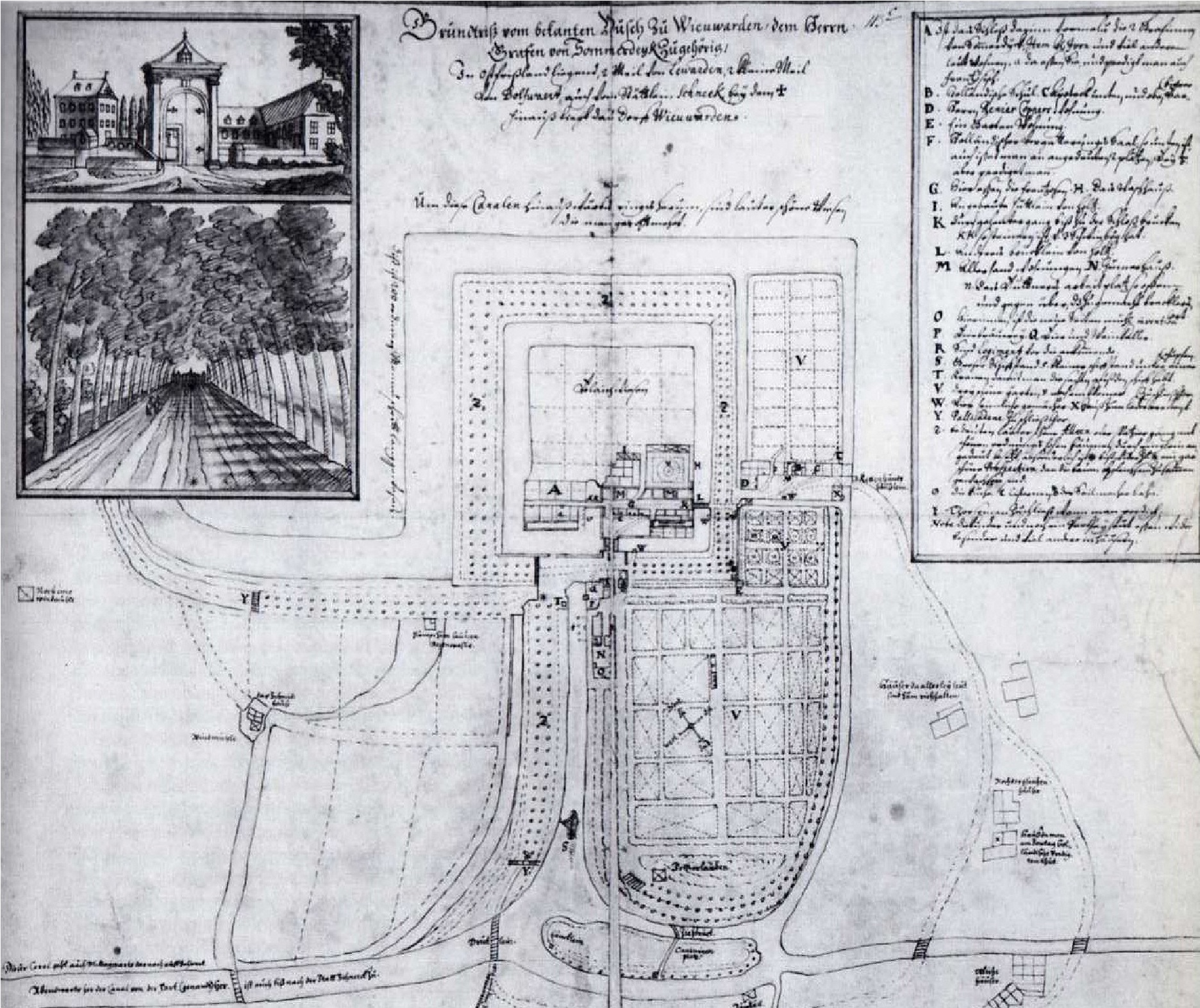
План местности Тетинга. Ок. 1686. Офорт
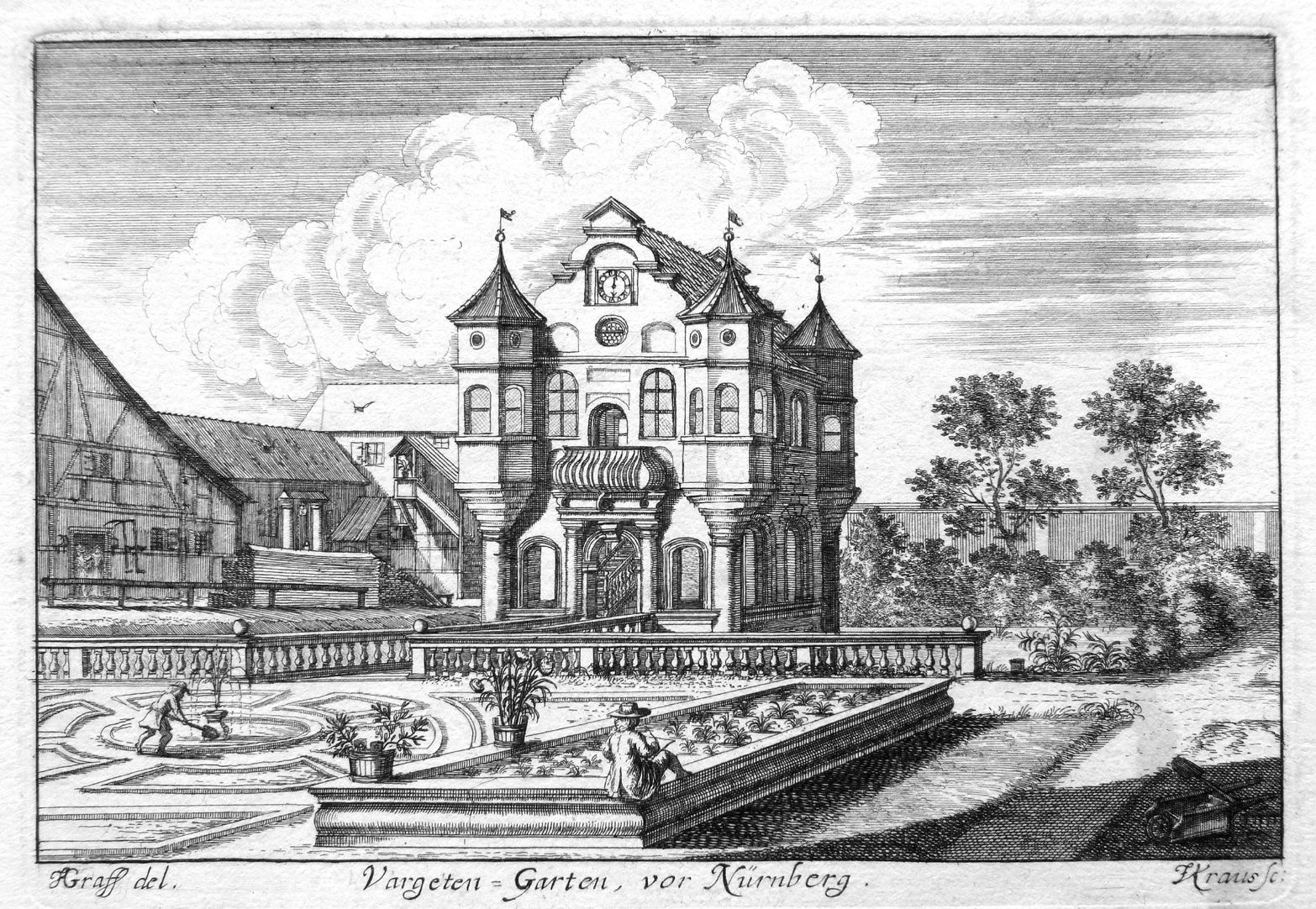
Контумазгартен. Офорт
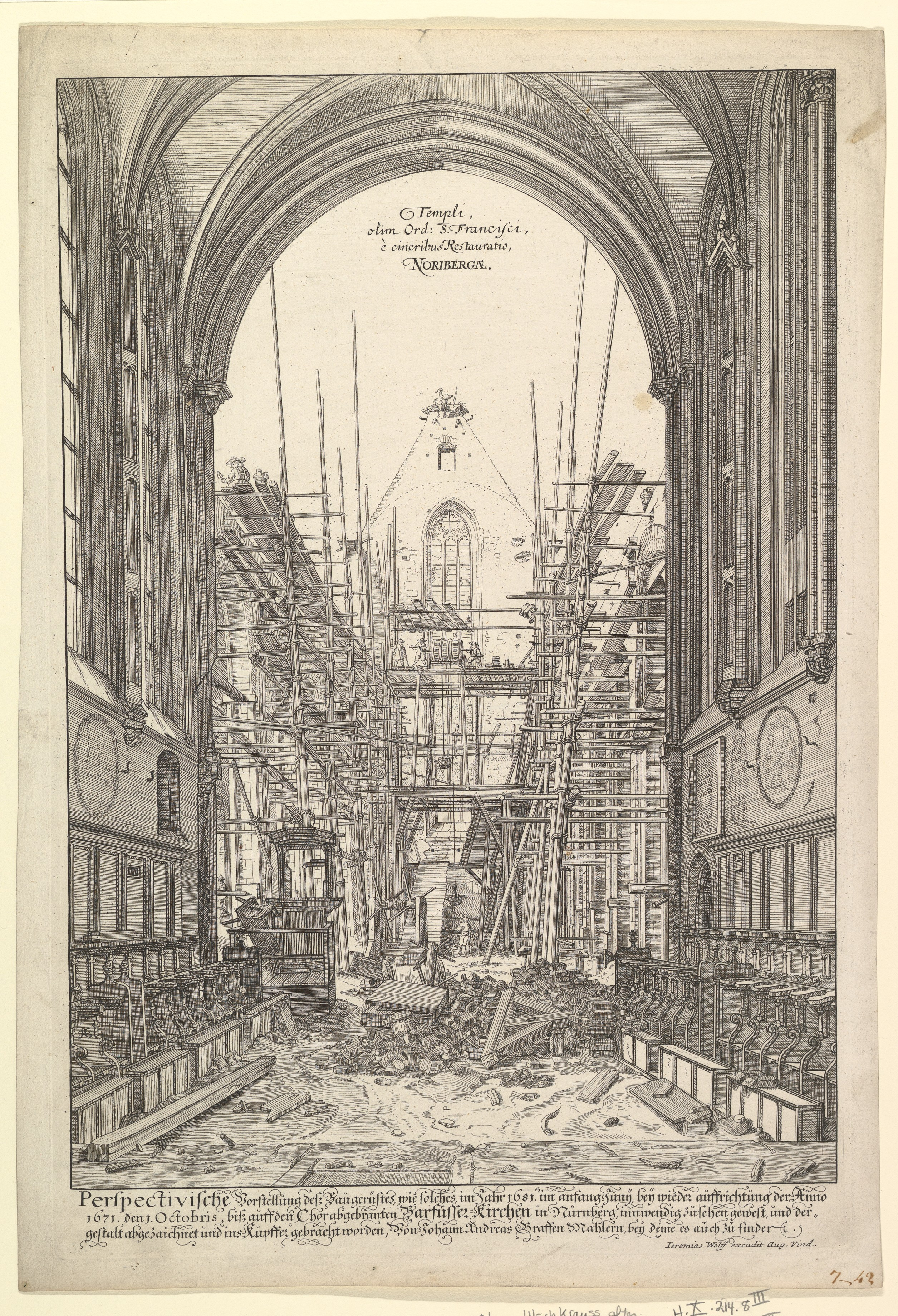
Вид церкви францисканцев в Нюрнберге во время реконструкции. Офорт